# 霍格華茲科目
霍格沃茨科目指英國作家羅琳的兒童奇幻小說《哈利波特》系列及衍生作品中，虛構學校霍格華茲魔法與巫術學院所出現的科目。
霍格華茲的部分科目與麻瓜學校相似（比如天文學及魔法史），而其他的科目（如黑魔法防禦術）則為魔法世界特有。霍格華茲的教師（學生稱為教授）各自教授一門專業科目。
黑魔法防禦術、變形學、符咒學、魔藥學、藥草學、天文學和魔法史都是一至五年級的必修科目，其中一年級另外有飛行課。二年級學期末時，學生都必須為他們三年級的課程中增加兩門以上的選修科目。分為五門，有奇獸飼育學、算命学、占卜學、麻瓜研究、古代神秘文字研究。如果學生有需求，最後兩年有時會提供煉金術等專門科目。

## 必修

### 黑魔法防禦術
黑魔法防禦術，教導學生如何抵禦黑魔法，還有保護他們不受黑暗的魔法生物（如吸血鬼、狼人、黑妖精等）傷害。在中，食死人入主霍格華茲，該科目更名為黑魔法(Dark Arts)，並要學生對被拘留的同學施酷刑咒(Cruciatus Curse)。
這門科目的教授都是一學年一任。羅琳在一次訪談中宣布，在佛地魔死後，這門課的詛咒就解除了，而且在《死神的聖物》和19年後的後記之間，有一位常任教授一直在教授這門科目。此外，她能想像哈利·波特偶爾會來黑魔法防禦術課程演講。
故事期間任教過的教師：
- 《神秘的魔法石》：奎里納斯·奎若，實為佛地魔的部下，讓佛地魔進駐並共用軀體，最後與哈利爭奪魔法石失敗而死亡。
- 《消失的密室》：吉德羅·洛哈，被榮恩失靈的魔杖發出的記憶咒逆火反彈擊中而失憶，住進聖蒙果魔法疾病與傷害醫院。
- 《阿茲卡班的逃犯》：雷木思·路平，鳳凰會的成員之一，被家屬控訴狼人身份而請辭。
- 《火盃的考驗》：瘋眼穆敵，實際上是小巴堤·柯羅奇使用變身水偽裝。
- 《鳳凰會的密令》：桃樂絲·珍·恩不里居，魔法部政務次長，為人獨裁，甚至要求部長康尼留斯•夫子多次修改法令，並逼迫校長鄧不利多讓位給她。做為一位老師，她堅持只教學生理論，而不准他們施展魔法，在被人馬抓進禁忌森林並被救回之後離職。她是霍格華茲最不受歡迎的老師之一。
- 《混血王子的背叛》：賽佛勒斯‧石內卜
- 《死神的聖物》：艾米克·卡羅，食死人

故事發生前出現過的任教教師：
- 美思教授：佛地魔學生時代的老師，教導黑魔法防禦術。

舞台劇《被詛咒的孩子》：
- 妙麗·格蘭傑 （另一個時空）

電影《怪獸與葛林戴華德的罪行》：
- 阿不思·鄧不利多：紐特·斯卡曼德學生時代的老師，兼任變形學教授。

### 變形學
變形學是學習各種變形咒的科目，例如將物品變成另一物品，甚至動物。變形術是一門以理論為基礎的科目，包括例如只改變某個物體的一部分，如海格給了哈利的表哥達力一條豬尾巴的「轉換咒」、使物體完全消失的「消失咒」以及憑空創造物體的「召喚咒」。它可以把無生命的物體變成有生命的物體，反之亦然。例如，在中，麥教授把桌子變成豬，然後又變回桌子。
故事期間任教過的教師：
- 阿不思·鄧不利多：曾任副校長、葛來分多學院導師，接任校長後即刻卸任。在《怪獸與牠們的產地》系列電影中同時兼任黑魔法防禦術教授。
- 麥米奈娃：兼任副校長、葛來分多學院導師。

### 符咒學
符咒學是一門教授如何開發魔法、使用咒語的課程。羅琳把它描述為一種涉及賦予對象新鮮及意想不到屬性的魔法咒語。小說中多次提到符咒學教室在霍格華茲的二樓，由於符咒學的課程主要是實用性的，被描述為臭名昭著的嘈雜和混亂。
故事期間任教過的教師：
- 菲力·孚立維：雷文克勞學院導師。

### 魔藥學
魔藥學是一門調製魔藥的課程，需要在正確的時間和溫度下正確地混合、攪拌成分。賽佛勒斯·石內卜的課堂被描寫成城堡陰暗的地下室裡不愉快又壓抑的時光，而接替石內卜的赫瑞司·史拉轟更開朗，甚至更有趣。羅琳解釋，她把石內卜寫成哈利在霍格華茲學院裡的大敵，是因為她討厭化學課，而化學課相當於霍格華茲裡的魔藥學。至於麻瓜是否可以釀造魔藥的問題，羅琳在《Pottermore》上證實，「製作魔藥總是需要用到魔杖。」
故事期間任教過的教師：

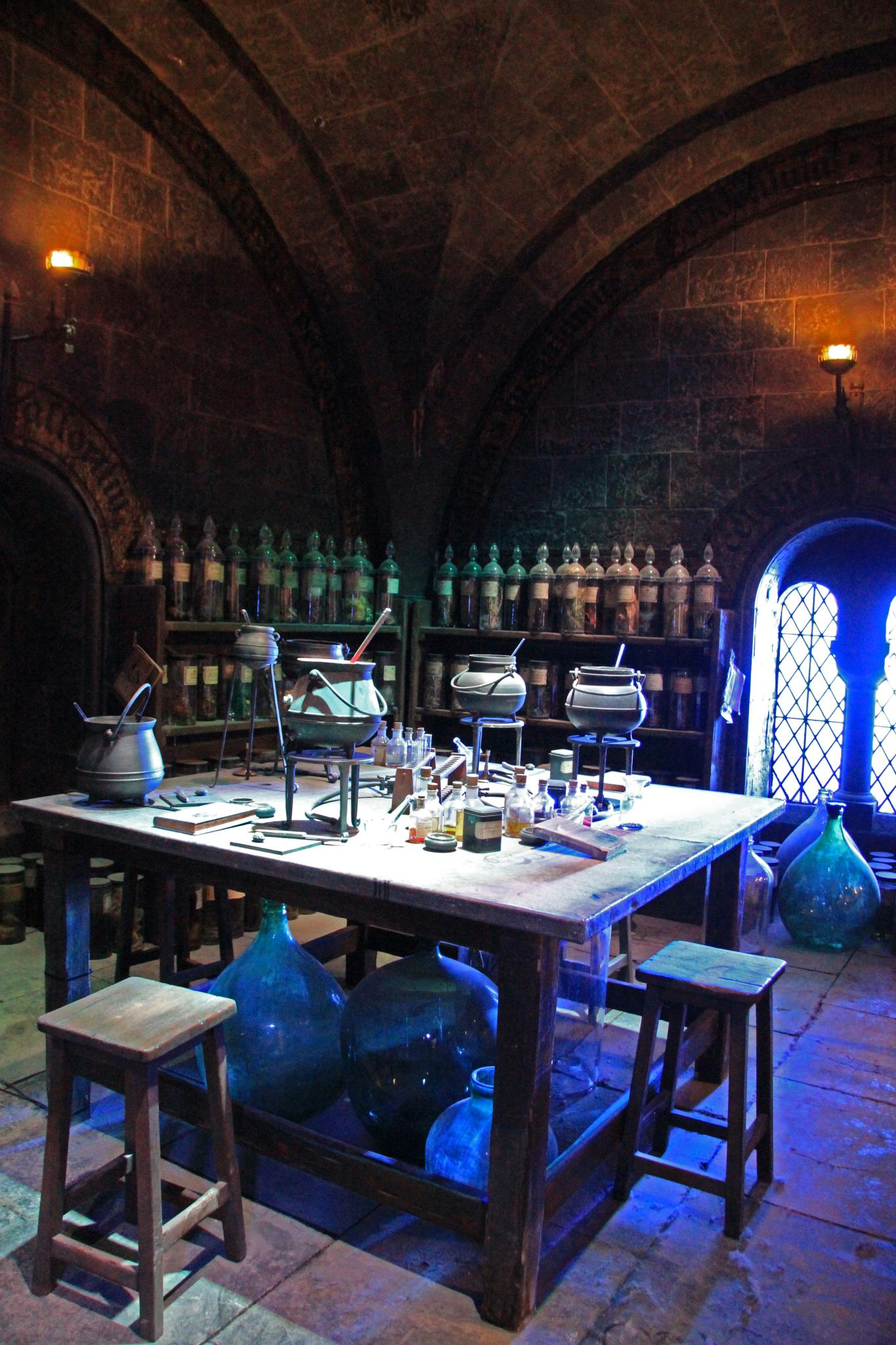
魔藥學教室。

- 賽佛勒斯‧石內卜：第一至五集，兼任史萊哲林學院導師。
- 赫瑞司‧史拉轟：復職。石內卜於第六集轉教黑魔法防禦術後，接任魔藥學課程，並兼任史萊哲林學院導師。

### 藥草學
藥草學是針對魔法植物的研究，以及如何辨認、照料、利用和對抗它們。小說中描述了霍格華茲有至少三個溫室，裡面種植著各種魔法植物。
故事期間任教過的教師：
- 帕莫娜·芽菜，兼任赫夫帕夫學院導師。
- 奈威·隆巴頓，尾聲“19年後”。

### 天文學
天文學的內容包括使用望遠鏡觀察夜空。正如中所述，天文塔是霍格華茲最高的三座塔之一。小說中沒有真正描述天文學課程，但是經常提到。已知的學生作業活動包括學習恆星、星星及星座的名稱，以及位置、運轉和環境。教室位於霍格華茲最高的天文塔。
故事期間任教過的教師：
- 奧羅拉·辛尼區

### 魔法史
魔法史是對魔法歷史的研究，關於巫師歷史上重大事件的講課，其主題包括妖精叛亂、巨人戰爭和巫師保密的起源。在小說系列的時間軸，這是霍格華茲裡唯一由幽靈教授的課堂，因為教授從沒注意到他已經死了還繼續教學，彷彿什麼都沒有改變。
故事期間任教過的教師：
- 卡斯伯特·丙斯：全校唯一的幽靈教師，比鄧不利多更老。他的授課方式枯燥乏味，能在五分鐘內讓教室內所有學生進入昏睡狀態。

### 飛行學
飛行學教導學生如何使用飛天掃帚飛行，為一年級學生的特別必修。系列中描寫到的飛行學課程的只有。這門課程在接下來的集數中從未提及，而且它不屬於普等巫測（O.W.L.）的考試科目。
故事期間任教過的教師：
- 胡奇夫人：兼任霍格華茲學院盃魁地奇球賽的裁判。

## 選修
三年級起學生可選修的課程。

### 奇獸飼育學
奇獸飼育學是教導學生如何辨認及照顧奇獸的課程。課程在霍格華茲的城堡外進行。在哈利於霍格華茲的首兩年，這門科目由西納華·焦壺教授任教，後來他為了「跟他餘下的四肢享受更多的時間」而退休了，鄧不利多隨後招募了獵場看守員魯霸·海格兼任教職。雖然海格非常具有經驗又知識淵博，然而他並沒有「正常人對危險的看法」。其中一個例子是，他要求學生使用《怪獸的怪獸書》當課本，這是一本性情兇猛的書。他不明白課堂上給其學生帶來的風險，這有時會導致混亂。當海格不在時，他的課程由鄧不利多熟識的女巫薇米·葛柏蘭接手。
- 西納華·焦壺

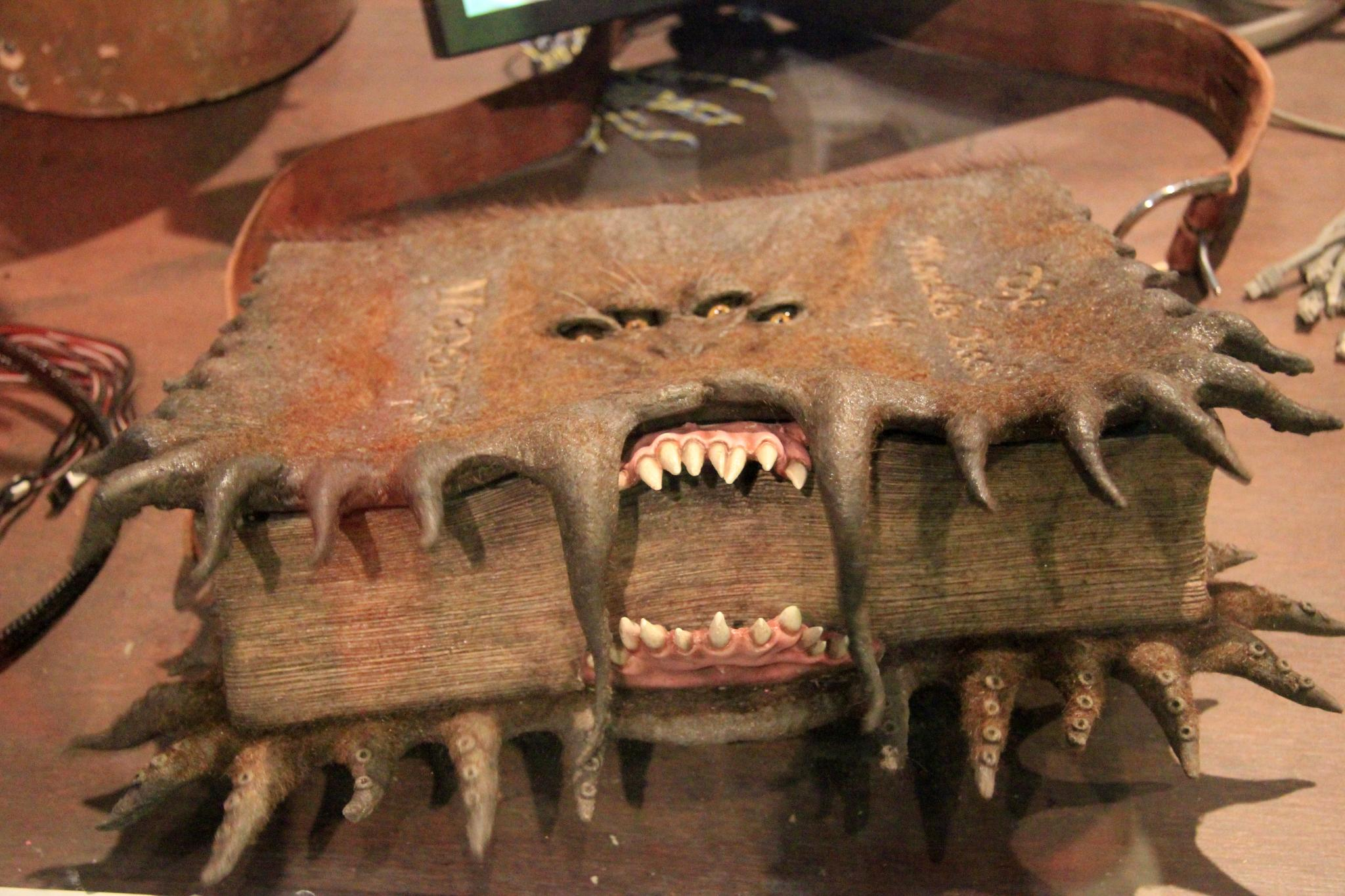
海格授課所使用的課本《怪獸的怪獸書》

- 魯霸·海格：兼任鑰匙管理員及獵場看守人，於三巫鬥法大賽期間協助外國魔法學院照顧馬匹。
- 薇米·葛柏蘭：代課教師。於魯霸·海格奉命執行秘密任務時負責代課，只在第五集短暫出場過。

### 古代神秘文字研究
古代神秘文字研究通常稱為古代文字，它是研究古代神秘文字的一般理論科目。由於只有妙麗修讀該科目，目前讀者對這個科目的內容所知甚少。在中，鄧不利多把他以古代神秘文字寫成的《吟遊詩人皮陀故事集》的副本以遺贈的方式送給妙麗。
- 芭絲茜達·芭布玲

### 麻瓜研究
麻瓜研究是一門「從巫師的角度」研究麻瓜文化的課程。書中只提到妙麗選修這門科目，而且只有僅僅一年時間，所以讀者對課程內容知之甚少。在，由於慈恩·波八吉教授正向地看待麻瓜，並且反對將魔法僅限於純種血統的人，她被佛地魔謀殺了。學年剩下的時間裡，麻瓜研究這門科目由食死人艾朵·卡羅所教授。然而，其課程（改為強制性的必修課）主要把麻瓜和麻瓜出身者描述為不齒於人類而且活該被殺害。
- 奎里納斯·奎若（任職黑魔法防禦術教授之前）
- 慈恩·波八吉（第七集開場時被殺，屍體被佛地魔的寵物蛇娜吉妮吞食）
- 艾朵·卡羅（第七集教“迫害麻瓜”）

### 算命學
算命學是一個與數字的魔法屬性有關的魔法分支，由於哈利並沒有選修這門科目，小說中從未描述過這門課程。然而，這是妙麗最喜歡的科目。算命學據稱是很困難的科目，需要記住或使用許多圖表。提到若要成為古靈閣的解咒師，需要學習算命學這門科目。
- 塞蒂瑪·薇朵

### 占卜學
占卜學意即預測未來。當中描述了各種不同的方法，包括茶葉占卜、火兆、水晶球、手相、紙牌卜卦（包括閱讀傳統撲克牌和塔羅牌）、占星術及解夢。麥教授把占卜學描述為「魔法中最不精確的一個分支」。該門科目的支持者聲稱這是一門不精確的科學，這需要有「心眼」般的天賦。反對者認為該科目不重要又有欺騙性。前三集由西碧·崔老妮教授這科目，到了第五集，崔老妮被桃樂絲·恩不里居解僱，改由翡冷翠教授。六年級（也可能是七年級），崔老妮與翡冷翠按年份劃分來共同教授占卜學課程。
- 西碧·崔老妮：先知卡桑德拉·崔老妮的玄孫女。
- 翡冷翠：禁忌森林的人馬，崔老妮教授被恩不理居解雇後由鄧不利多聘任。崔老妮教授非常討厭牠，蔑稱牠為「駑馬」。

### 現影術及消影術
現影術、消影術是霍格華茲的六年級和七年級學生的一門選修課程，以考取現影、消影的許可證。在哈利六年級的時候，魔法部的現形術教官微奇·推克羅任教這門課程。霍格華茲城堡和場地上設置了魔法結界以防止城堡內使用現形術及消影術；然而，解釋，這些保護措施會在大禮堂內暫時取消一段時間以讓學生練習。然而，學生們被警告不該在大禮堂外使用現影術，這是不智之舉。「肢體異位」是現影術的常見錯誤。除非有人抓住了使用現影術之人的衣服或身體，否則不可能透過現影術來追蹤任何人。

### 煉金術
煉金術是《哈利波特》系列並未提及的課程，羅琳以此煉作為霍格華茲在有足夠需求下會為學生提供「專門」科目的例子。煉金術是尋找魔法石的一種哲學傳統。據說它具有將賤價金屬變成黃金的能力，並包括能讓飲用者保持年輕和不朽的長生不老藥。《神秘的魔法石》提到尼樂·勒梅創造了一顆魔法石，但它在哈利的一年級結束時被銷毀。

## 考試
一至四年級必須要通過學期末的必修科目考試，及格才能升級。另外根據魔法部巫師考試局規定，五年級必須應考普通等級巫術測驗（Ordinary Wizarding Levels，簡稱普等巫測 （O.W.Ls））；七年級時需要應考超級疲勞轟炸巫術測驗（Nastily Exhausting Wizarding Tests，簡稱超勞巫測（N.E.W.Ts））。兩者都以英國中學教育制度作為藍本，例如超勞巫測對應英國高級程度會考。
考試成績分為「O（傑出）、E（超乎期待）、A（合格）、P（不佳）、D（糟糕）、T（山怪）」六種，前三種為及格，後三種為不及格。

### 普通等級巫術測驗
通常在六月份舉辦，五年級學生必須應考。考試期間，教授們會在考卷上施法防止學生作弊，同時嚴禁學生攜帶自動作答羽毛筆、記憶球和自動更正墨水等物品進入考場。
主考官：
- 禿福教授
- 馬治邦教授

### 超級疲勞轟炸巫術測驗
普等巫測成績「E」級以上的學生在七年級時會被推薦報考超勞巫測，採志願制。哈利•波特、榮恩•衛斯理與妙麗•格蘭傑七年級時由於未回校上課，在校外尋找分靈體而未報考。